# Шпигун, який мене кохав (фільм)
«Шпигун, який мене кохав» (англ. The Spy Who Loved Me) — 10-й фільм про англійського суперагента Джеймса Бонда. Екранізація однойменної новели Яна Флемінга.

## Сюжет
У Північному морі безслідно зник радянський атомний підводний човен. Система, за якою був розроблений підводний човен, не дозволяла виявити його нікому, а технології, які знаходились на ньому, потрапивши до чужих рук, могли б призвести до катастрофи. Генерал Гоголь (відділ спецслужби СРСР КДБ) посилає на розслідування свою найкращу людину — агента XXX Анну Амасову. Вона повинна викупити (або викрасти) в іноземного магната в Єгипті креслення системи відстеження секретних підводних човнів. Виявляється, що у агента англійської розвідки МІ-6 Джеймса Бонда таке ж завдання. Проте магната вбиває невідомий і забирає креслення. Агенти женуться за незнайомцем, наздоганяють його в стародавньому єгипетському місті і забирають схеми. Незнайомцем виявляється «Щелепи» — громило величезного зросту зі сталевими зубами, якими він легко може перекусити металевого ланцюга.
Згодом виявляється, що МІ-6 і КДБ об'єдналися для спільної операції з метою розкриття терористів, які викрали підводного човна і, можливо, для запобігання світовій катастрофі. Агентам Анні Амасовій і Джеймсові Бонду доведеться працювати разом. Вони з'ясовують, що на чолі злочинної змови стоїть Карл Стромберґ — мільйонер, що живе у величезному комплексі, розташованому посеред океану, наполовину під водою. Стромберґ виношує зловісні плани — він має намір використати атомну зброю, щоб знищити всі великі міста світу і створити, за його словами, «новий, кращий світ» — підводний. Справа ускладнюється тим, що Бонд під час операції в Альпах раніше вбив коханця Анни — агента КДБ. Амасова хоче помститися, але врешті-решт закохується в Бонда.
Агенти разом з іншими членами екіпажу вирушають на англійському підводному човні знищити термінал, але їх захоплюють люди Стромберґа за допомогою гігантського танкера, яким вони захопили й перший підводний човен. Тепер у Стромберґа є два атомні підводні човни і можливість завдати двох перших ядерних ударів по Нью-Йорку і Москві. У розпорядженні Джеймса Бонда — всього кілька хвилин, щоб звільнитися з полону і запобігти катастрофі. Він це успішно робить, запускаючи ядерні ракети з обох підводних човнів (один проти одного), вбиває Стромберґа і рятується разом із Анною.

## У ролях
- Роджер Мур — Джеймс Бонд
- Барбара Бах — Майор Анна Амасова (Агент XXX)
- Курд Юрґенс — Карл Стромберґ
- Річард Кіл — Щелепи
- Керолайн Манро — Наомі
- Бернард Лі — M
- Лоїс Максвелл — Міс Маніпенні
- Десмонд Ллевелін — Q
- Джеффрі Кін — Фредерік Грей (міністр оборони)
- Вальтер Готелл — Генерал Гоголь
- Єва Рубер-Стейер — Рублєвіч (асистентка Гоголя)
- Майкл Біллінгтон — Сергій
- Валері Леон — власниця готелю

## Цікаві факти
- Агент Амасова згадує, що Бонд був одружений, але його дружину було вбито. Це події з фільму «На секретній службі Її Величності» (1969 р.).